# BYD Flyer
BYD Flyer — китайський автомобіль особливо малого класу, націлений на ринки країн, що розвиваються, а також Росії та України. Є копією Daihatsu Mira (він же Cuore).

## Історія
Перше покоління BYD Flyer розроблялося в 1998 році, а автомобіль надійшов у продаж у 2001 році. Спочатку продавався під маркою Qinchuan як QCJ7081 Flyer. У жовтні 2003 року автомобіль був оновлений і почав продаватися як Flyer Fuxing. У 2004 році продажі Flyer I почалися під брендом BYD. У березні 2005 року було випущено друге покоління, у тому числі для експорту в Росію і в Україну. Друге покоління відрізнялося новими фарами і гратами радіатора. Flyer був замінений на більш сучасний BYD F0 в 2008 році.

## Покоління
- Qinchuan Flyer — з 2001 по 2004 роки.
- BYD Flyer — з 2005 по 2008 рік.

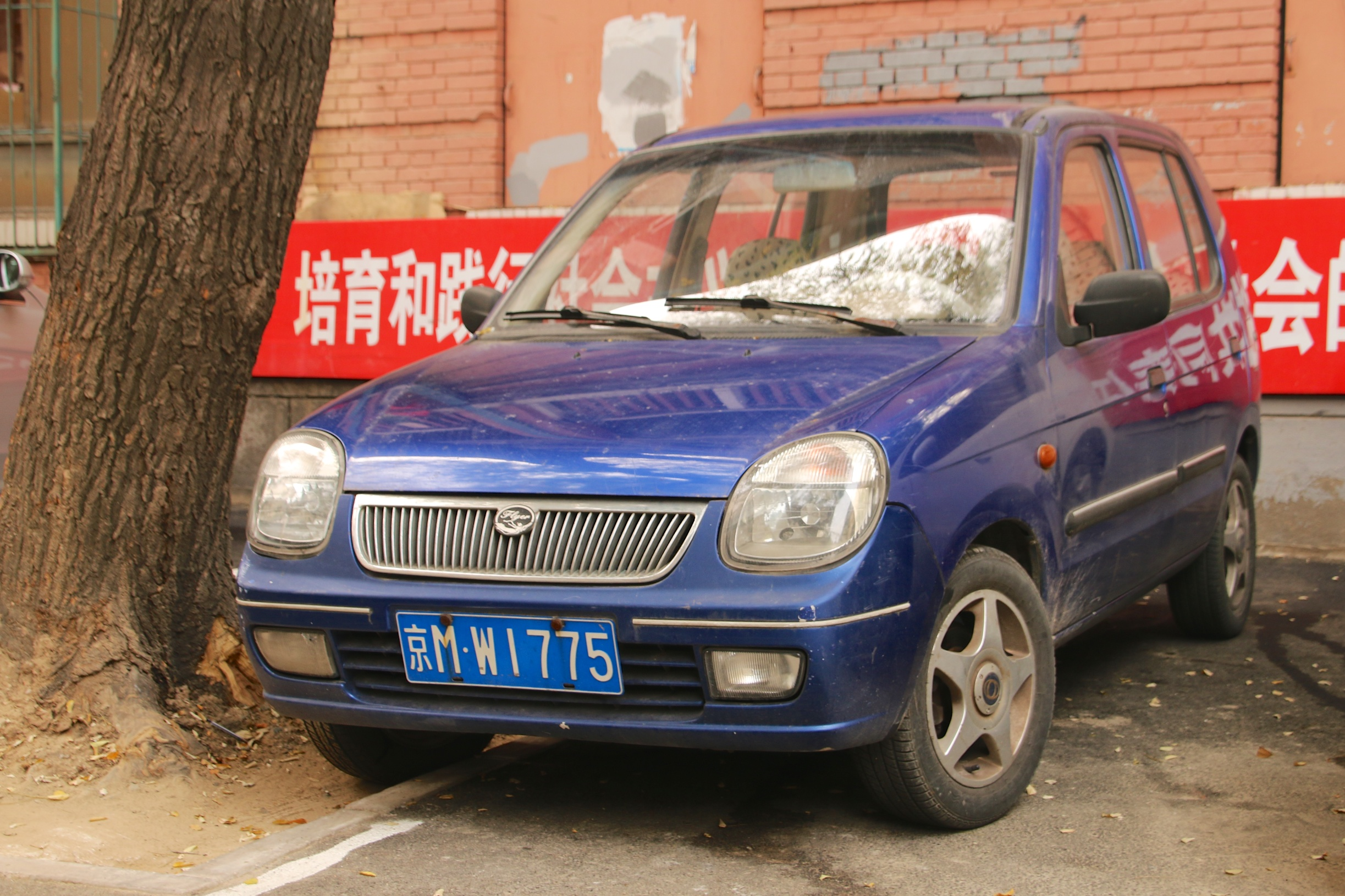
Qinchuan Flyer
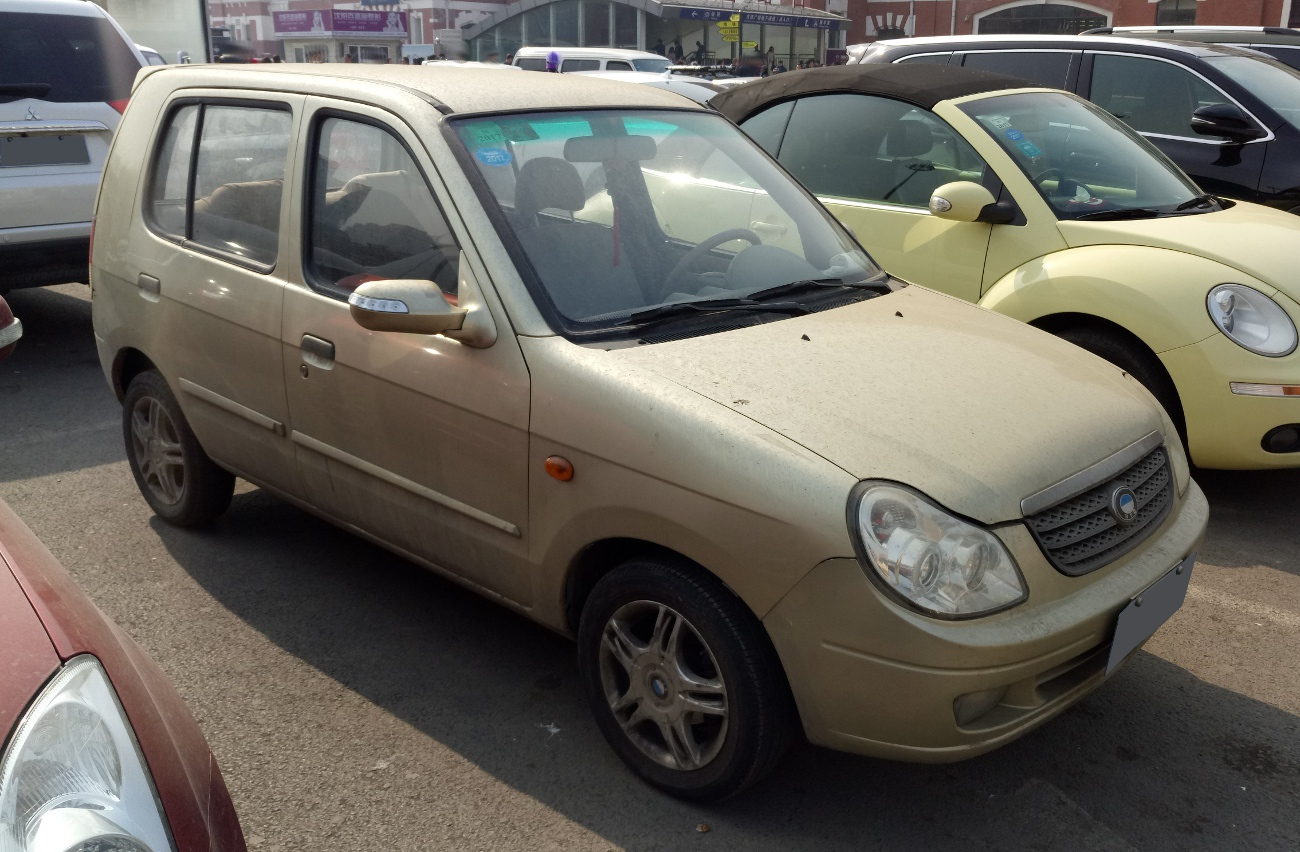
BYD Flyer

## Двигуни
- HH368QA1 — 796 см3 — 29.5 кВт — 4 л/100 км
- LJ465Q-1ANE1 — 1100 см3 — 38.5 кВт — 5 л/100 км
- HH465Q-2E — 1100 см3 — 38.5 кВт — 5 л/100 км